# 丁德章
丁德章(1951年11月—)是一位中国经济学家。享受国务院特殊津贴，现为国家行政学院经济学部教授。 　

## 生平
1951年出生于安徽肥东县，1974年至1994年在安徽大学任教；1994年至1996年中国人民大学经济学院博士研究生；1996年至今担任国家行政学院经济学部教授。 　

## 主要研究方向
- 对外经济贸易
- 农业问题
- 国有企业改革与发展。

## 主要著作
- 《中小企业经营管理》，中国展望出版社，1988年；
- 《国有企业改革与国有资产监管》，国家行政学院出版社，2005；
- 《中国企业走出去战略》，中国经济出版社，2008；
- 《三农问题的探索与思考》，经济管理出版社，2009。